# Mochihito
Le prince Mochihito (以仁王, Mochihito-ō, aussi connu sous le nom de prince Takakura), mort en juillet 1180, est un prince impérial japonais de l'ère Heian, troisième fils de l'empereur Go-Shirakawa. Il est célèbre pour son rôle dans le déclenchement de la guerre de Gempei.

## Biographie
Après que Taira no Kiyomori l'a empêché d'accéder au trône en y plaçant son propre petit-fils Antoku le 21 mars 1180, Mochihito fait appel au vieux Minamoto no Yorimasa, chef du clan Minamoto et ensemble, ils font passer un appel aux armes au clan Minamoto ainsi qu'aux monastères bouddhistes que Kiyomori a offensés, demandant un soutien contre les Taira au nom du Prince Mochihito.
Apprenant cela, Kiyomori envoie ses hommes à la poursuite de Mochihito, qui s'est retiré au Mii-dera, au pied du mont Hiei, mais découvre que pour des raisons politiques les moines-guerriers ne peuvent se reposer sur le soutien des autres monastères. En raison de l'intervention d'un moine du Mii-dera sympathisant des Taira, il doit fuir en direction du Byōdō-in, de l'autre côté de la rivière Uji, accompagné de quelques soldats Minamoto venus à son secours. Là, ils affrontent les Taira dans ce qu'on appelle la première bataille d'Uji, le 23 juin 1180.
Pour finir, ils sont acculés dans la salle du Phénix au Byōdō-in, où Yorimasa commet le seppuku. Mochihito parvient à s'échapper en direction de Nara, mais est capturé en chemin et tué peu après.

## Référence
- (en) George Sansom, A History of Japan to 1334, Stanford (Californie), Stanford University Press, 1958 (ISBN 0-8047-0522-4)